# Șumîlî, Lebedîn
Șumîlî (în ucraineană Шумили) este un sat în comuna Mîhailivka din raionul Lebedîn, regiunea Sumî, Ucraina.

## Demografie
Componența lingvistică a localității Șumîlî
     Ucraineană (100%)
Conform recensământului din 2001, toată populația localității Șumîlî era vorbitoare de ucraineană (100%).